# Dover (Nova Hampshire)
Dover é uma cidade do estado americano de Nova Hampshire, no Condado de Strafford. Foi fundada em 1623, sendo incorporada como vila no mesmo ano, e como cidade em 1855.

## Geografia
De acordo com o United States Census Bureau, a cidade tem uma área de 75,2 km², onde 69,2 km² estão cobertos por terra e 6 km² por água.

## Demografia
Segundo o censo nacional de 2010, a sua população é de 29 987 habitantes e sua densidade populacional é de 433,31 hab/km². É a quinta cidade mais populosa de Nova Hampshire. Possui 13 685 residências, que resulta em uma densidade de 197,75 residências/km².